# هاريس فازلاغيتش
هاريس فازلاغيتش هو لاعب كرة قدم بوسني في مركز الوسط، ولد في 5 أبريل 1987 في سراييفو في البوسنة والهرسك. لعب مع سلافيا سراييفو ‏.

## وصلات خارجية
- هاريس فازلاغيتش على موقع قاعدة بيانات كرة القدم.إي يو (الإنجليزية)
- هاريس فازلاغيتش على موقع Soccerway.com (الإنجليزية)